# 安徽博物院
安徽博物院又名安徽省博物馆，是中华人民共和国安徽省唯一一家集自然、历史、社教为一体的省级综合类博物馆，盧陽館（旧馆，1956年建，全國重點文物保護單位名稱“安徽省博物館陳列展覽大樓”）位于合肥市安庆路268号，占地面积约70亩，蜀山館（新馆）位于合肥市怀宁路268号，建筑面积4.1万平方米。

## 历史沿革

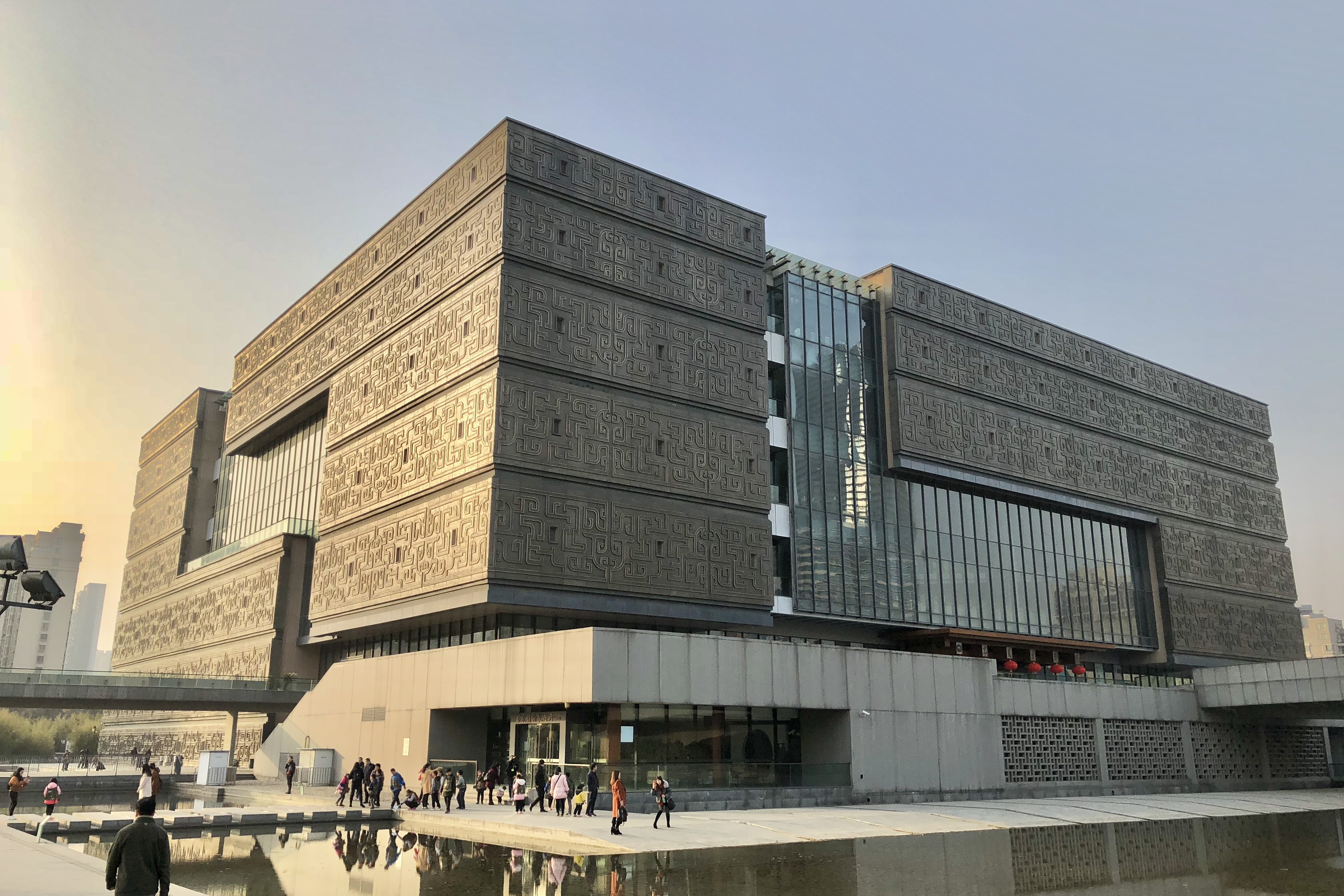
安徽博物院新馆正侧面

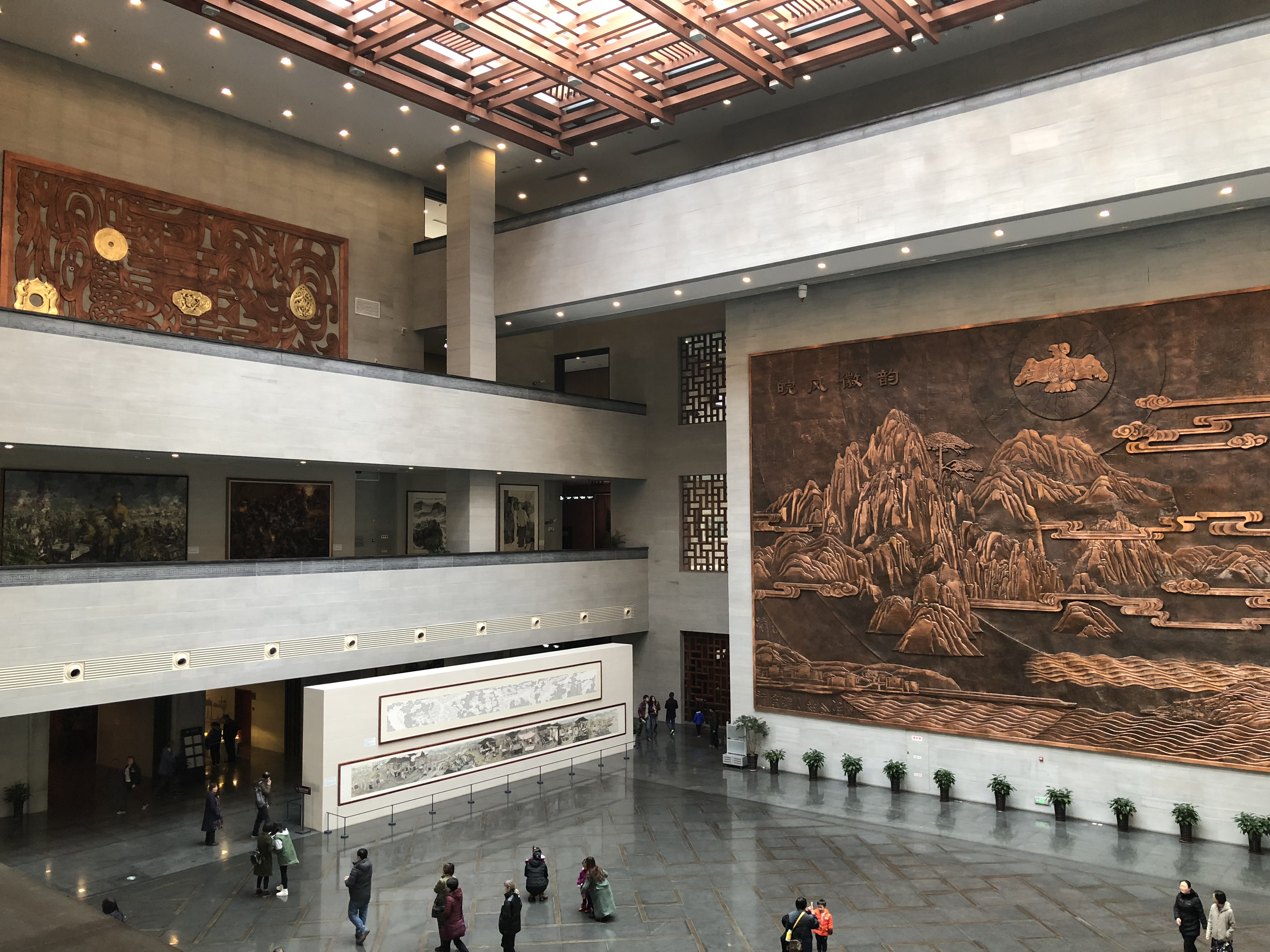
安徽博物院中庭

安徽博物院的前身是中华人民共和国成立之初在合肥建立的合肥科学馆、皖北文管会和在芜湖建立的芜湖科学馆、皖南文物馆。1953年4月23日，这些机构合并，安徽省博物馆筹备处成立。1954年8月，面积11580平方米的陈列大楼开始兴建，1956年2月工程竣工，同年11月14日正式成立安徽省博物馆，2010年12月28日更名为安徽博物院，2011年9月29日新馆建成开放。现藏文物近22万件。

## 重要收藏

### 青铜器
- 凤纹铜方鼎
- 铸客铜鼎，又称“楚大鼎”，战国时期珍贵文物
- 蔡侯铜编钟
- 鄂君启金节

### 金银器
- “宜子孙”钟形金饰

## 交通

### 地铁
- █ 2号线/ █ 5号线三孝口站（旧馆）
- █ 3号线省博物院站（新馆）

### 公交车
- 2、234、300、901、903路：博物馆站下车；

- 13、112、114、123、126、132、136、162、166、168、232、801、706路：城隍庙站下车，向南至安庆路再向西8米；

乘1、3、9、13、17、110、112、115、116、122、124、126、132、133、162、701路：三孝口站下车，向北100米。

## 开闭馆时间
- 星期二至星期日：9：00－－17：00（16：00起停止入场）开放
- 星期一（国家法定节假日除外）闭馆；